# Quebracho Herrado
Quebracho Herrado é um município da província de Córdova, na Argentina.